# Хосни, Хазем
Хазем Хосни (1951, Каир — 4 февраля 2024) — египетский политолог. Он был профессором политологии в Каирском университете.

## Критика ас-Сиси
Хазем Хосни раскритиковал политику Абдул-Фаттаха ас-Сиси вместе с Махмудом Рефаатом. В январе 2018 года он поддержал заявку Сами Анана баллотироваться против ас-Сиси на президентских выборах в Египте в 2018 году.

## Арест
Хосни был арестован без ордера и содержался под стражей без связи с внешним миром в конце сентября 2019 года во время протестов в Египте в 2019 году. Его команда адвокатов призвала к его немедленному освобождению. Ранее Хосни охарактеризовал Мохамеда Али, который ранее в сентябре опубликовал видеоролики, обвиняющие ас-Сиси в коррупции и призывающие к уличным протестам, как играющего «положительную роль», и охарактеризовал новое протестное движение как имеющее потенциал повлиять на «международную формулу, которая во многом определяет дальнейшее правление ас-Сиси». Хосни выступал за «[лишение] ас-Сиси его диктаторского контроля над египетским государством».
Власти Египта освободили Хосни 23 февраля 2021 года, после того как он провёл около полутора лет в предварительном заключении, при условии, что он останется дома в рамках условно-досрочного освобождения.  После освобождения уволился из Каирского университета и постепенно исчез из политической жизни, сначала перестав давать интервью, а с октября 2023 года - и размещать записи в социальных сетях. Умер 3 февраля 2024 года.